# زمین‌لرزه ۱۹۳۳ خلیج‌بافین
زمین‌لرزه خلیج‌بافین  در تاریخ ۲۰ نوامبر ۱۹۳۳ میلادی، برابر با ‎۲۹ آبان ۱۳۱۲، ساعت ۲۳:۲۱:۳۵ به زمان یوتی‌سی در خلیج بافین رخ داد. ژرفای این زلزله ۱۵ کیلومتر بود. بزرگی آن ۷٫۱ در مقیاس Mw اعلام شده‌است. زمین‌لرزه به وقت محلی در روز دوشنبه، ساعت ۱۸ روی داده و منطقه زمانی آن یوتی‌سی -۵ بوده‌است (با لحاظ تغییر ساعت تابستانی).